# Высокополье (Херсонская область)
Высокопо́лье (укр. Високопілля) — посёлок в Бериславском районе Херсонской области Украины. Административный центр Высокопольской поселковой общины.

## История
Немецкое лютеранское село Кронау было основано в 1869 году переселенцами из Таврической губернии.
В 1897 г. в селе была построена церковь. В 1914 г. в селе имелись две паровые мельницы, пивзавод, пивная, винный погреб, лавки, склады, в том числе: земледельческих орудий, лесоматериалов, винный оптовый, ярмарки, земская школа, прогимназия.
После начала первой мировой войны, в 1915 году село было переименовано в Высокополье.
- В 1921—1922 и в 1932—1933 гг. умерло от голода соответственно 55 и 12 человек.
- За период с 1929 по 1941 год из села депортирован 71 человек.
- В период коллективизации в селе созданы 4 колхоза: имени Шевченко, «Ауфбау», «Нойдорф», «Роте Фройндшафт».
- В 1936 г. село Высокополье переименовано во Фриц-Геккертово в честь немецкого коммуниста Фрица Геккерта.
- С 1926 по 1939 г. — административный центр Высокопольского района с преобладающим немецким населением (с 1936 года — район имени Фрица Геккерта). Район упразднён Указом Президиума ВС УССР от 26.03.1939 г. Сельсоветы включены в состав Владимировского и Больше-Александровского районов Николаевской области[3].

В 1946—2020 годах — административный центр Высокопольского района
В 1971 году здесь действовали комбинат хлебопродуктов и маслосыродельный завод.
В июле 1995 года Кабинет министров Украины утвердил решение о приватизации находившихся здесь комбикормового завода и пищевкусовой фабрики.
Весной 2006 года по иску банка «Аваль» было возбуждено дело о банкротстве местного сельскохозяйственного кооператива, 6 июля 2006 года он был признан банкротом и началась процедура его ликвидации.
С 16 марта 2022 года находился под оккупацией Вооружённых сил России. 4 сентября 2022 года посёлок был освобождён ВСУ.
6 сентября 2022 года в сети появились кадры боёв за Высокополье Херсонской области. Населённый пункт отбивали бойцы 60-й бригады 97-го батальона ВСУ. На следующий день туда зашло спецподразделение СБУ «Альфа».
На 7 января 2023 года Высокополье находится под контролем Украины. В нём действуют множество гуманитарных миссий, которые помогают жителям пережить гуманитарный кризис, вызванный оккупацией российскими войсками.

## Население
В январе 1989 года численность населения составляла 4986 человек.
На 1 января 2013 года численность населения составляла 4296 человек.

### Языковой состав
Родной язык населения по данным переписи 2001 года:
| Язык       | Численность, чел. | Доля     |
| ---------- | ----------------- | -------- |
| Украинский | 4 386             | 93,34 %  |
| Русский    | 286               | 6,09 %   |
| Другое     | 27                | 0,57 %   |
| Итого      | 4 699             | 100,00 % |

## Транспорт
Железнодорожная станция на линии Херсон — Апостолово.